# Leventina (formaggio)
Il Leventina è un formaggio ticinese, a pasta morbida e molto dolce, quasi cremosa, composto interamente dal grasso del latte vaccino di mucca. Prodotto in luoghi di montagna, è provvisto di crosta, ma edibile. La sua preparazione consta anche nell'aggiunta di colture batteriche, caglio e sale da cucina. La stagionatura minima è di due mesi, ma si può aspettare anche un anno prima del consumo.